# Chmielno (gmina)
Chmielno – gmina wiejska w województwie pomorskim, w powiecie kartuskim. W latach 1975–1998 gmina położona była w województwie gdańskim.
Według ustawy z dnia 6 stycznia 2005 roku o mniejszościach narodowych i etnicznych oraz o języku regionalnym, istnieje możliwość używania przed organami gminy, obok języka urzędowego, języka kaszubskiego jako języka pomocniczego.
Siedzibą gminy jest wieś Chmielno.
Gmina liczy 10 wsi obrębowych, z których wszystkie są jednocześnie sołectwami: Chmielno, Przewóz, Zawory, Cieszenie, Miechucino, Reskowo, Borzestowska Huta, Borzestowo, Garcz, Kożyczkowo.
Według danych z 31 grudnia 2019 roku gminę zamieszkiwało 7 805 osób.
Gmina jest gminą dwujęzyczną – według danych pochodzących ze spisu powszechnego przeprowadzonego w 2002 roku, 34,8% ludności gminy posługuje się językiem kaszubskim.

## Struktura powierzchni
Według danych z roku 2005 gmina Chmielno ma obszar 79,18 km², w tym:
- użytki rolne: 60%
- użytki leśne: 13%

Gmina stanowi 7,07% powierzchni powiatu.

## Demografia

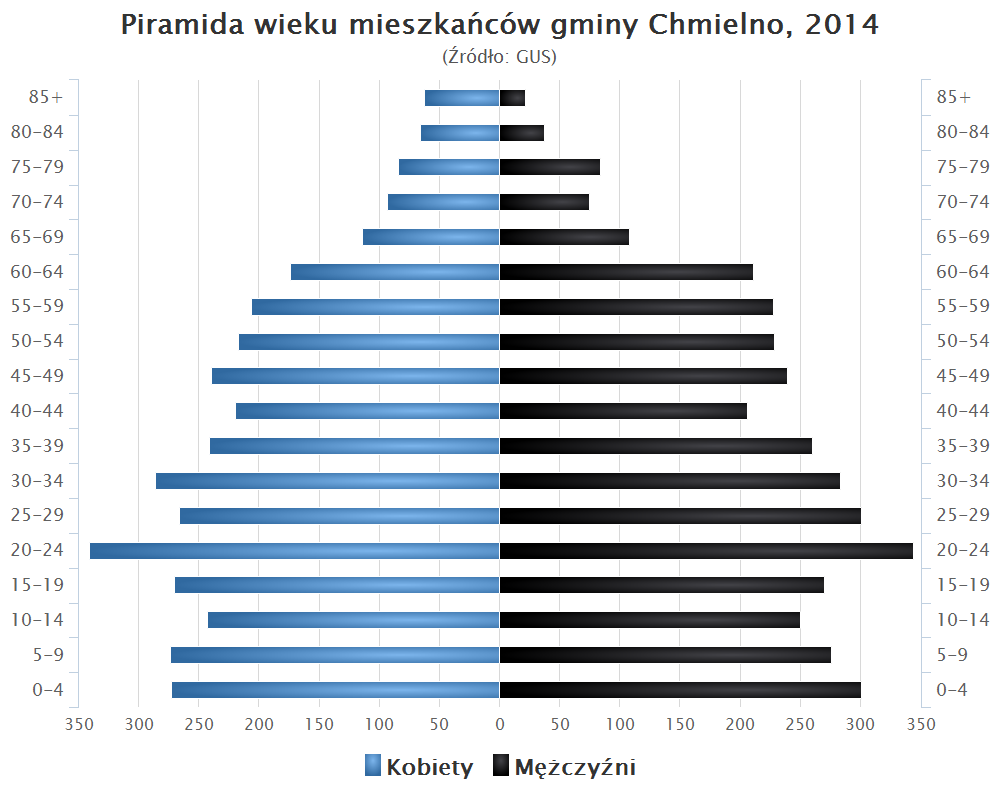
Piramida wieku mieszkańców gminy Chmielno w 2014 roku

Dane z 30 czerwca 2004 roku:
| Opis                              | Ogółem | Ogółem | Kobiety | Kobiety | Mężczyźni | Mężczyźni |
| --------------------------------- | ------ | ------ | ------- | ------- | --------- | --------- |
| jednostka                         | osób   | %      | osób    | %       | osób      | %         |
| populacja                         | 6381   | 100    | 3148    | 49,3    | 3233      | 50,7      |
| gęstość zaludnienia (mieszk./km²) | 80,6   | 80,6   | 39,8    | 39,8    | 40,8      | 40,8      |

## Ochrona przyrody
- Kaszubski Park Krajobrazowy

## Sąsiednie gminy
Kartuzy, Sierakowice, Stężyca